# Perean Tengah
Perean Tengah is een bestuurslaag in het regentschap Tabanan van de provincie Bali, Indonesië. Perean Tengah telt 2107 inwoners (volkstelling 2010).